# シュヴァルバッハ・アム・タウヌス
シュヴァルバッハ・アム・タウヌス (ドイツ語: Schwalbach am Taunus, ドイツ語発音: [ˈʃbalbax]) は、ドイツ連邦共和国ヘッセン州マイン＝タウヌス郡の市である。本市はタウヌス山地の前山地方に位置し、フランクフルト・アム・マインの西に市境を接している。シュヴァルバッハはフランクフルト郊外の重要な住宅地および産業地域である。シュヴァルバッハの人口のおよそ半分は、1962年から1973年に建設された大規模団地「リーメスシュタット」に住んでいる。

## 地理

### 天候
他のドイツ西部と同様、シュヴァルバッハは暖かい夏と穏やかな冬を特徴とする大西洋岸気候に属す。夏季の半年間は冬季に比べてやや降水量が多い。年間平均気温は約 9.5 ℃である。年間降水量は 550 mm から 600 mm である。
シュヴァルバッハの北側に延びるタウヌス山地の主脈の影響で、北風（特に北西の風）によってフェーン現象が起こる。シュヴァルバッハでは雲の分布にバラツキがありエシュボルン南からフランクフルト方面で雨が多い。

### 地質と土壌
シュヴァルバッハ北部の一部がフォルダータウスヌス地方に属し、南部の広い部分がマイン＝タウヌス前山地方に分類される。北部は稠密で重いローム質の土壌、南部はやや密度の低い農耕に適した土壌である。

### 動植物
この付近は、オークやクマシデの林が顕著で、シュヴァルバッハの森もこれを特徴としている。シュヴァルツェルレン川、ヴァイデン川、エッシェン川といった小川がこれを縁取っている。シュヴァルバッハの針葉樹は例外なく外から持ち込まれたもので、在来種ではない。クリ、サクランボ、カエデ、オークといった商品価値の高い広葉樹の生育に適した立地条件であり、果樹栽培にも適している。北部は形態学上貴重な広い草原である。シュヴァルバッハでは 59種の鳥類、32種の鱗翅類、19種のトンボ、7種の両生類が観察されている。

### 自然・景観保護
シュヴァルバッハ・アム・タウヌスでは、18 ha が自然保護地区および景観保護地区に指定されている。その約 3/4 が果樹園や小川沿いの草地、残りが小川沿いの森である。シュヴァルバッハの森は保安林であり、樹木園とともに最大限の保護がなされている。

### マイン＝タウヌス樹木園
約 75 ha のマイン＝タウヌス樹木園には約 600 種の樹木・灌木が植えられている。通常の樹木園は、名札や説明が付けられた数本の樹木の集まりとして構成されているが、この樹木園ではヘッセン州は全く異なる方法を採っている。自然条件下で森を形成する樹木や灌木のグループを集め小さな森を造り、異なる形態の森の集合体として樹木園を構成したのである。この樹木園はかつての米軍基地「キャンプ・フェニックス」を囲んでいる。この旧基地は現在、技術救助隊および救助犬部隊の訓練場となっている。

### 隣接する市町村
シュヴァルバッハ・アム・タウヌス市は、北はケーニヒシュタイン・イム・タウヌスおよびクローンベルク・イム・タウヌス（ともにホーホタウヌス郡）、東はエシュボルン（マイン＝タウヌス郡）、南は郡独立市のフランクフルト・アム・マイン、西はズルツバッハ (タウヌス)およびバート・ゾーデン・アム・タウヌス（ともにマイン＝タウヌス郡）と境を接している。

## 歴史

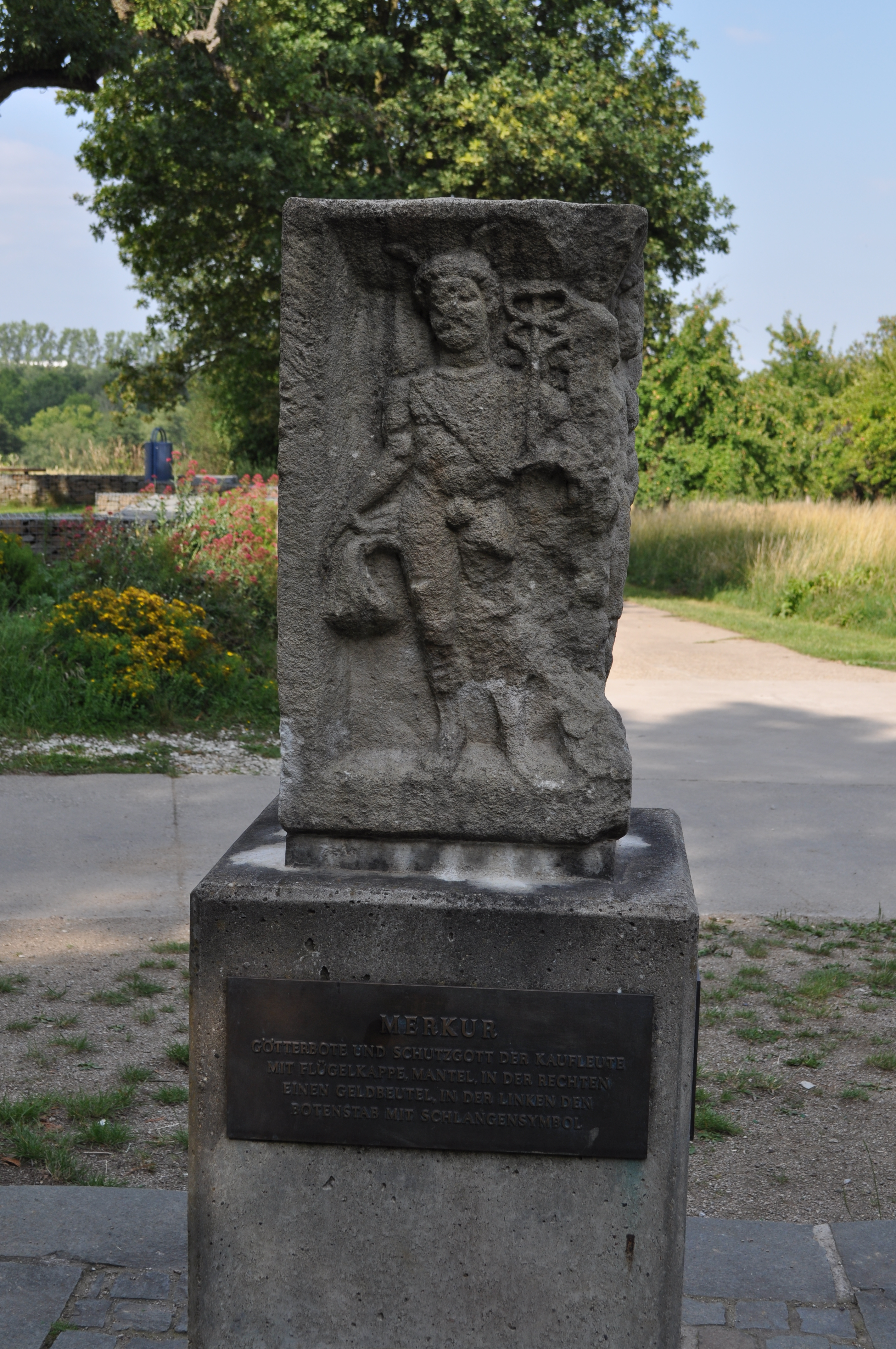
ローマ時代の遺構である四神石（複製）。ヘラクレス、ユーノー、メルクリウス、ミネルヴァが各面に彫られた角柱。写真はマーキュリーの面

### 定住初期
1960年代初めに発掘された昔の村の中心部は、新石器時代、ローマ時代、メロヴィング朝時代からすでに定住地であった。古代のシュヴァルバッハ入植地を示す明らかな証拠が、1839年に発掘された四神石である。これはジュピター柱の基部にあたる。この事から、この地域にはローマ時代の農場があったと推定されている。1983年には、この四神石の発見現場から 700 m 離れた場所で、農場の別の遺構が発見された。また、シュヴァルバッハからはフランク人の痕跡も見つかっている。現在のゲルトナーヴェークでの家屋建設工事の際に戦斧が発見されたのである。これはフランク人が用いていた一般的な戦斧である。これより、ここは古代の墓地であったと推定されている。

### 中世
"-bach" という名称を持つ周辺集落と同様に、現在につながる集落が建設されたのはカロリング朝時代である。文献上最初の記録は、781年のロルシュ修道院への寄進状で、villa Sualebach と記されている。この寄進状には、Starcfrit という人物が修道院に 70ヨッホの耕作地、地所、牧草地を寄進したことが記録されている。その後、782年から 789年までシュヴァルバッハの村が建設された別の証拠もある。782年の史料に Sulbach という名前の村が登場する。その後何世紀にわたってシュヴァルバッハは、人口 200 から 300人程度の農村であり続けた。シュヴァルバッハという名前の家門を示す最も古い証拠は 1237年のもので、ハルトムート・フォン・シュヴァルバッハ (Hartmut von Schwalbach) という人物がある裁判の立会人として記録されている。
13世紀からシュヴァルバッハ村は、シュヴァルバッハ城に拠った代官の統治下に置かれた。また、同じ世紀にシュヴァルバッハで最初の教会が建設された。しかしこの教会がいつ建設されたかの詳細は確定されていない。教会についての最初の記述は、1258年の古い墓に記されている。シュヴァルバッハは、1439年にフランクフルトのブルク権を喪失した。これによりシュヴァルバッハは自由帝国都市の保護下でなくなった。この村は 1535年までエップシュタイン家の支配下に置かれた。この家門が断絶した後、シュヴァルバッハはシュトルベルク家の所領となった。シュトルベルク伯ルートヴィヒはプロテスタントの信者であることを公言し、その所領の教会もプロテスタントに改宗した。これによりシュヴァルバッハもプロテスタントの村となった。1574年にルートヴィヒが亡くなった後、弟のクリストフ・フォン・シュトルベルクが跡を継いだ。1581年にシュトルベルク家とマインツ選帝侯との間で領土争いから戦闘が起こった。マインツ選帝侯軍はケーニヒシュタイン城を包囲し、シュトルベルク伯アルブレヒト＝ゲオルクに対して権利を放棄するよう強要した。しかしプロテスタントの信仰はそのまま保持された。

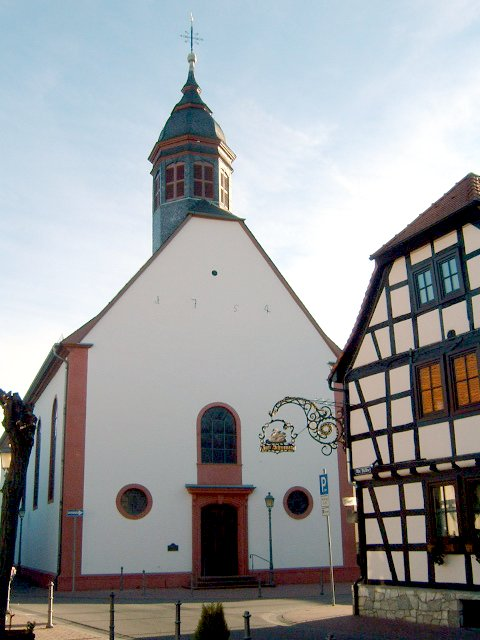
聖パンクラティウス教会

### 近世
選帝侯ヨハン・アダム・フォン・ビッケンの時代（在位: 1601年 - 1604年）になって状況は変化した。所領全土でカトリック信仰に回帰する試みがなされた。これによりシュヴァルバッハは、1604年8月にカトリックに再度改宗された。三十年戦争中に、シュトルベルク伯が一時的に再興されたが、シュヴァルバッハと関係することはなかった。1622年6月20日、ヘーヒスト付近でティリー将軍の軍勢とブラウンシュヴァイク公クリスティアンの軍が衝突した。ブラウンシュヴァイク公が退却する際、バート・ゾーデン、ズルツバッハ、シュヴァルバッハなど多くの村が破壊された。シュヴァルバッハ城もその巻き添え多なった。1635年、シュヴァルバッハはマインツ選帝侯に与したケーニヒシュタイン家に属すこととなった。派遣された代官はシュヴァルバッハ城を現地本部とした。この城は、1660年までに拡張され、マインツ選帝侯配下の官吏の役所として使われた。1668年の時点で、シュヴァルバッハには 48戸、174人が住んでいた。18世紀半ば、1754年から1756年に聖パンクラティウス教会が建設された。1792年にはシュヴァルバッハの旧役場の近くに学校が設けられた。

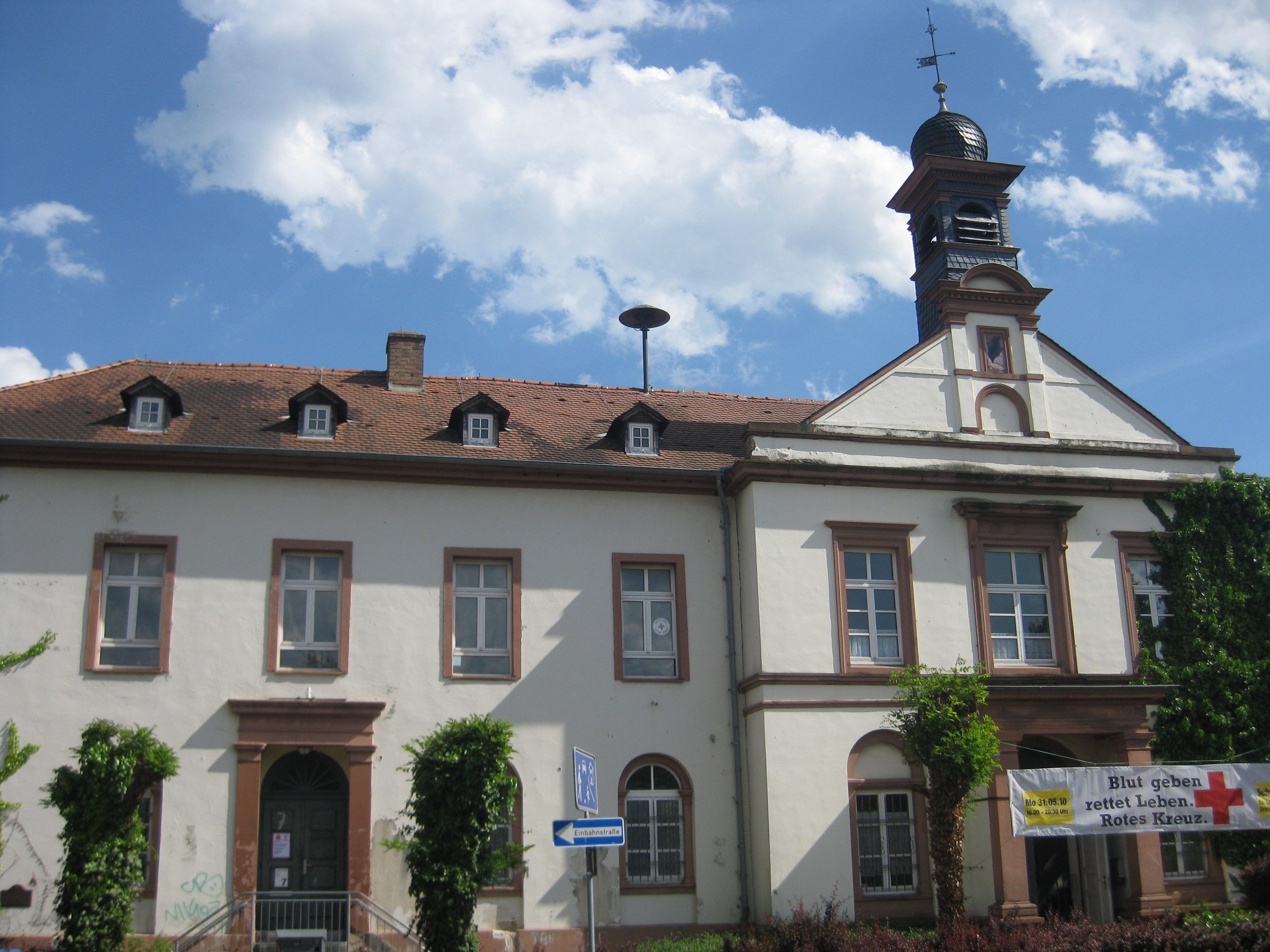
1835年に建設された旧学校の校舎

### 19世紀
1806年までこの村は引き続きマインツ選帝侯の領土であった。この年にマインツ選帝侯領が廃された後はナッサウ公国領となった。これにより、農民に対する農奴制度は廃止された。1795年から1812年までの間シュヴァルバッハに戦費が課された。初めはプロイセン軍、1797年からはフランス軍に対するものであった。1812年までに支払った戦費の総額は、6800グルデンに及んだ。1835年までに人口は、622人に増加した。このため、学校を拡張する必要が生じた。1833年に、村外れの「ローテン・ヴィーゼ」と呼ばれる場所に新しい学校の建設が始まった。この建設工事は1835年に完了した。1843年のシュヴァルバッハの人口は 703人であった。
1866年のプロイセンによるナッサウ公国併合後、シュヴァルバッハはヘッセン＝ナッサウ州のオーバータウヌス郡に属した。1865年の人口として、933人が登録されている。1897年に学校の建物は現在の姿となった。鐘楼のある右翼棟が建設されたのである。世紀が変わる頃、村の中心の教会が改築された。1870年代からの工業化の時代にシュヴァルバッハの経済構造は変化した。それまでは専ら農業で生計を立てていたのだが、多くのシュヴァルバッハ住民が、近隣のレーデルハイム、ボッケンハイムあるいはヘーヒスト・アム・マインといった都市に設立された工場で労働者として収入を得るようになった。

### 20世紀
第一次世界大戦中、シュヴァルバッハは 4つの鐘のうち 3つを供出した。1920年に建設・定住協会が設立された。この協会は、グローサー・ロールヴィーゼにシュヴァルバッハ初の近代的な住宅地を建設する計画を立案した。第1期工事は1924年に完成した。フォルダータウヌス地方全体の経済力向上を背景に、人口も増加した。1925年のシュヴァルバッハの人口は 1,500人であった。1928年にシュヴァルバッハは、ヘーヒスト・アム・マインを郡庁所在地として新たに創設されたマイン＝タウヌス郡の一部となった。1930年にシュヴァルバッハは、公式な町名を「シュヴァルバッハ・アム・タウヌス」と定めた。
第二次世界大戦では、シュヴァルバッハも連合軍の爆撃目標とされた。この町は、4回にわたって空襲を受けた。最も被害が甚大であった1944年9月25日の空襲だけで、24人が死亡し、14棟の建物が完全に破壊された。旧学校の向かい側にあり、町に水を供給していたヴァッサーハウスも倒壊した。シュヴァルバッハの兵士では 143人が戦死した。
戦後初の町長は SPD のペーター・シェーラーであったが、1948年以降は CDU が首長職を占めた。1956年のシュヴァルバッハの人口は 3,300人であった。1960年代から1970年代のフォルダータウヌス地方全域の衛星都市化により人口増加に拍車がかかった。シュヴァルバッハでは、リーメスシュタットの建設という極端な形でこれが表れた。リーメスシュタットは、ナッサウイシェ・ハイムシュテッテが建設したライン＝マイン地域で 2番目に大きな集合住宅地である。建設開始時点で人口 4,000人のシュヴァルバッハに、約1万人分の新しい住宅地を建設する計画であった。リーメスシュタットは、フォルダータウヌス地方の小さな町を大都市周辺の近代的な衛星都市へと変貌させた。1970年にリーメス鉄道が開通し、同じ年の5月9日に都市権が授けられた。1972年から1977年のヘッセン州の地域再編においても、大きく成長したシュヴァルバッハは単独自治体の地位を保持した。1978年にこの街は、フランクフルト Sバーン網に接続した。1981年にこの街は1200年祭を祝った。この住宅都市は、1990年代以降、外国の大コンツェルンがドイツ本社を構える産業都市としても発展している。

### 21世紀
2003年、シュヴァルバッハでは、エシュボルン、シュタインバッハ (タウヌス)（ホーホタウヌス郡）、ズルツバッハ、バート・ゾーデンとの合併が議論されたが、実現はしていない。

## 行政
シュヴァルバッハは、1988年から2006年までSPD、FDP、Unabhängiger Liste (UL) が連立与党を形成していた。2002年の市長選挙で CDU の候補者だったローラント・ゼールが当選した。2008年にはクリスティアーネ・アウクスブルガーが市長に選出された。2006年の市議会議員選挙では CDU が事実上勝利し、市議会の議席配分に変化が起こった。これ以後、黒 - 緑連合（CDU と Grüne との連合）がシュヴァルバッハを治めている。

### 市議会
シュヴァルバッハ・アム・タウヌス市の市議会は、37議席からなる

### 首長
第二次世界大戦後の首長を列記する。
- 1945年 - 1946年 フィリップ・キルプ
- 1946年 - 1946年 ハンス・リュール
- 1946年 - 1948年 ペーター・シェーラー (SPD)
- 1948年 - 1952年 ペーター・フィンク (CDU)
- 1952年 - 1958年 ユリウス・ヘンメルレ (CDU)
- 1958年 - 1975年 フーゴ・リーツォウ (SPD)
- 1976年 - 1982年 ローラント・ペトリ (SPD)
- 1982年 - 1988年 リューディガー・グラッツェル (CDU)
- 1988年 - 2002年 ホルスト・フェーザー (SPD)
- 2002年 - 2002年 ウルリケ・ショルツ (FDP) （業務代行者）
- 2002年 - 2008年 ローラント・ゼール (CDU)
- 2008年 - 2020年 クリスティアーネ・アウクスブルガー (SPD)
- 2020年6月7日 - アレクサンダー・イミッシュ (SPD)[10]

### 紋章
図柄: 金地に直立したツバメの尾。その上方に6つの突起がある赤い星。
紋章は、1953年に現在の形となった。このデザインは、1725年の村境を示す境界石に刻まれたツバメ (Schwalbe) の尾と翼に由来する。この意匠は、本来はヴァルトバッハ川とザウアーボルンスバッハ川が合流してシュヴァルバッハ川を形成する様を表す Y字型のデザインが誤解されたものである。星は、1804年から紋章に描かれるようになった。この市章に加えて、2002年に市のロゴマークが制定された。このロゴマークには、タウヌス山地を思わせる緑色の様式化された弧が 2つ描かれている。

### 姉妹都市
- アヴリイエ（フランス、メーヌ＝エ＝ロワール県）1978年
- ヤーム（イギリス、ノース・ヨークシャー）1995年
- オルクシュ（ポーランド、マウォポルスカ県）1997年
- シュコーパウ（ドイツ、ザクセン＝アンハルト州）1993年

また、シュヴァルバッハ市は、カーボベルデのタラファルと友好都市協定を結んでいる。

## 文化と見所

### 建築

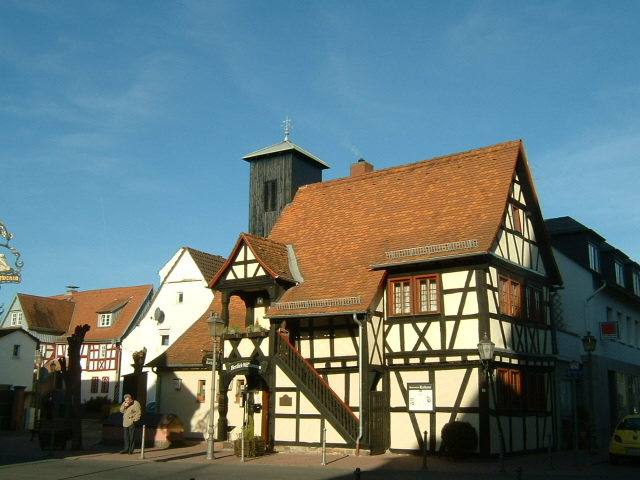
木組み建築の旧町役場

#### 旧町役場
旧い町の中心部にある歴史的な木組み建築の町役場は、本市の象徴的建造物である。この建物は、1700年頃に建設され、1980年代に修復された。現在この建物の中にはレストランが入居している。

#### 栄誉碑
エシュボルナー通り沿いにあるシュヴァルバッハの栄誉碑は、第一次世界大戦の戦没者を記念するもので、1923年に完成した。建設の予算は 17,400 ライヒスマルクであったが、インフレーションのため最終的な建設費は数十万ライヒスマルクに及んだ。碑文を刻むだけで 20万ライヒスマルクを要した。この栄誉碑の建設のための石碑建立委員会は、合わせて 46回も会議を持った。第二次世界大戦後には、これに加えて第二次世界大戦の戦没者や犠牲者もその名を刻まれた。

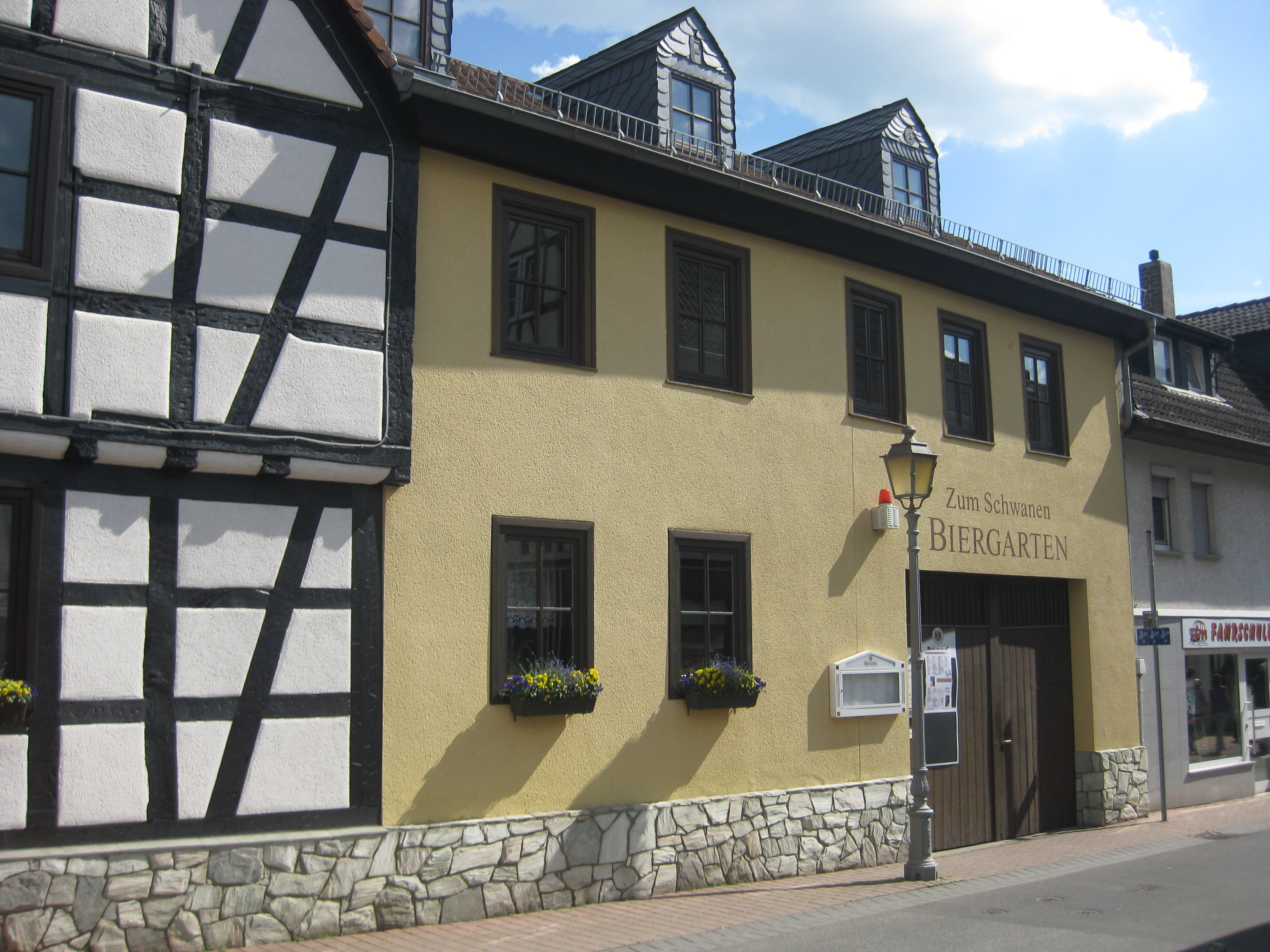
ツーム・シュヴァーネン

#### 旅館「ムター・クラウス」と「ツーム・シュヴァーネン」
「ムター・クラウス」は、市外でも有名な旅館である。その近くにある歴史的な旅館「ツーム・シュヴァーネン」は、1668年にはすでに文献に記録されている。この木組み建築は、ヘッセンでは滅多に見られない建築様式で造られている。

#### リーメスシュタット
リーメスシュタットは、1962年から1973年にナッサウイッシェ・ハイムシュテッテ社によって建設された約 1万人分の集合住宅地である。この建設により、当時のシュヴァルバッハの人口は 2倍以上に増加した。リーメスシュタットの建設は、フランクフルトから大きな支援を受けた。現在は、近代的な市の中心地で、マルクト広場や Sバーンのシュヴァルバッハ (タウヌス) リーメス駅がある。

#### シュヴァルバッハ城
シュヴァルバッハ城（1345年に初めて文献に記載されている）の遺構は、1960年頃に建築資材市場（現在のモース）とするために取り壊された。シュヴァルバッハ騎士家 (Henricus de Swalebach とその弟 Hartmudus) は、1213年のエーバーバッハ修道院への寄進状に初めて登場する。ヨハン・フォン・シュヴァルバッハは、1242年から代官として記録されている。シュヴァルバッハ家の男系家系は 1569年に断絶した。

#### 聖パンクラティウス教会
聖パンクラティウス教会は旧市街のカトリック教会である。1754年から1756年にかけて建設され、聖パンクラティウスに献堂された。

#### 四神石
東環状道路に近いヴァルトフリートホーフ（森の墓地）付近に四神石がある。これは、1839年にシュヴァルバッハで発掘されたオリジナルに忠実に造られた複製である。当時の発見現場は現在の設置場所から 400 m ほど離れた場所であった。現在の複製は、1981年に四神石協会によって設置された。この石の周囲の広場は蛇篭で造られた壁で囲まれた。
- シュヴァルバッハの栄誉碑
- ムター・クラウスの中庭
- 市の中心部、マルクト広場
- 四神石の広場

## 経済と社会資本
隣接するエシュボルンが人口よりも多くの職場を創出することに成功したことを承けて、シュヴァルバッハもフランクフルト西部の企業立地を目指した。多くの外国企業がドイツ本部やヨーロッパ本部をシュヴァルバッハに置いている。本市の社会保健支払い義務のある就労者の 76 % がサービス業に従事している。

### 産業地区
- 産業地区ヴェスト（西部産業地区）は、ズルツバッハとの市境沿い、ズルツバッヒャー通り沿いにある。
- 産業地区ノルト・アム・クローンベルガー・ハング（北部産業地区）は、クローンベルクおよびエシュボルン＝ニーダーヘーヒシュタットとの市境沿いにある。
- シュヴァルバッハの経済的な将来にとってアウトバーン A66号線沿いの、広さ 55 ha の産業地区キャンプ・フェニックス＝パルクは極めて重要である。ここはシュヴァルバッハとエシュボルンとが共同で開発した両市にまたがる産業地区である。この地区の開発は 2007年に完了した。

### 地元企業
- ブランドメーカーのプロクター・アンド・ギャンブルは、西部産業地区にドイツ・オーストリア・スイスの統括本部を置いている。また、紙製品および飲料品の研究・開発センターがある。
- 同じく西部産業地区には、コンチネンタル AGがある。
- シュヴァルバッハ・アム・タウヌスの北部産業地区のサムスン・ヨーロッパ・ヘッドクォーターの社屋内には、サムスンの子会社が 12社入居している。これらの子会社は、電子機器、鉄鋼、金属、化学などあらゆる産業分野に及び、この他に財務部門や、IT部門もある。
- THE HAIR-COMPANY は、かつらやヘアーエクステンション分野のヨーロッパにおけるブランドメーカーである。その経営機能は、ラウエンブルガー通りに置かれている。
- 先端技術分野では、やはり国際的に活動しているダーベ・ベーリンガー・マールブルク GmbH（医療診断システム開発）や BIT アナリティカル・インストゥルメンツ GmbH がある。
- 世界最大の化学企業の 1つであるダウ・ケミカルは、販売・管理事務所を含むダウ・ドイチュラント GmbH & Co. OHG を北部産業地区に置いている。
- 生産・プロセス工学および情報・通信技術分野では、数多くの企業がシュヴァルバッハ・アム・タウヌスにある。たとえば、EMC ドイチュラント GmbH や、アメリカ企業 テクトロニクス Inc. の系列会社でテレコミュニケーション、コンピュータ、半導体といった分野における測定システムを開発しているテクトロニクス・ネットワーク・システムス GmbH などである。
- さらに、電子部品の販売やマーケティングを行うサンヨー・コンポーネント・ヨーロッパ GmbH や、 ミスミ・ヨーロッパ GmbH などもこの街にある。ジャガーやランドローバーといった高級自動車の販売センターもある。また、アーネスト・アンド・ジュリオ・ギャロ・ワイナリーの中欧・東欧センターもある。
- シュヴァルバッハ・アム・タウヌスには、Mofa インスティテュートというマーケティングおよびデータマイニングの会社がある。ヴェルナー・ヴィルケ・ツェルシュパヌングステクニーク GmbH は金属加工用や紡績用の工具を世界中で販売している。

### 交通
フランクフルトの市境の外側にありながら、シュヴァルバッハはフランクフルト大都市圏の一部であり、フランクフルトの中心街まで短時間で到着することができる。
- 4車線の高速道路網がシュヴァルバッハおよびエシュボルンとフランクフルト北西ジャンクションとを結んでいる。このジャンクションは、アウトバーン A5号線と A66号線とが交差するジャンクションである。フランクフルト・ジャンクションまでは約 15分ほどである。
- フランクフルト空港までは、車で 20分、Sバーンで 45分ほどの距離にある。
- 1970年のリーメス鉄道開通後、シュヴァルバッハはライン＝マイン交通連盟の Sバーン網に接続している。市内には 2つの駅がある。シュヴァルバッハ (タウヌス) リーメス駅は、リーメスシュタットのマルクト広場の地下にある。これに加えて、2008年10月31日にシュヴァルバッハ・ノルト（シュヴァルバッハ北）駅が開業した。この駅はクローンベルガー・ハング産業地区に接している。
- 第810、811、312系統のバスが、シュヴァルバッハ・アム・タウヌスとマイン＝タウスヌス郡およびホーホタウヌス郡の市町村とを結んでいる。

### 学校
シュヴァルバッハには、以下の学校がある。
- ゲオルク＝ケルシェンシュタイナー＝シューレ（基礎課程学校）
- ゲシュヴィスター＝ショル＝シューレ（基礎課程学校）
- フリードリヒ＝エーバート＝シューレ（統合型総合学校）
- アルベルト＝アインシュタイン＝シューレ（ギムナジウム）
- オーバーマイヤー・インターナショナル・スクール（ギムナジウム）
- オーバーマイヤー・インターナショナル・スクール（実科学校）
- ディー・キンダーツァイト＝シューレ（基礎課程学校）

### 幼稚園・託児所
シュヴァルバッハには、3歳までの子供を対象とした託児グループが 2つある。これらのグループは、契約している親や、場合によっては教会から援助を受けて組織されている。公立幼稚園が 2園、教会が運営する幼稚園が 4園あり、さらには 0歳から 6歳までの子供を預かる保育園が 1園ある。
- タウゼントフュスラーハウス
- キンダーキステ
- 福音主義フリーデンス教会幼稚園
- 福音主義リーメス会幼稚園
- カトリック聖マルティン教会幼稚園
- カトリック聖パンクラティウス教会幼稚園
- インダーツァイト・グーテ・ツァイト

市のシュピールモービル（移動遊戯場）は、子供たちの遊びや楽しみを活性化することを目的としている。この他、シュヴァルバッハは多くのボルツ場や遊戯広場、1箇所のハーフパイプを運営している。

### 青少年
シュヴァルバッハでは青少年のために様々なイベントがある。市の青年教育ワークでは、教育旅行や青少年交流（ポーランドやフランスの若者たちとの交流会）をはじめ、様々な教育プログラムが実施されている。青少年活動の大きな部分を占めるのがスポーツ、特にサッカーである。伝統ある FC シュポルトフロインデ 1920 シュヴァルバッハ e.V. は、4つの成人チームの他に、13のジュニアチームがあり、マイン＝タウヌス郡最大のジュニアサッカークラブの一つに数えられている。200人を超える若者が、3つのスポーツ広場（そのうち 2つは人工芝）で指導を受けている。

## 人物

### ゆかりの人物
- ノルベルト・ナハトヴァイ（1957年 - ）サッカー選手。1998年から1999年12月まで FCシュヴァルバッハに所属した。
- ザブリナ・ゼトルーア（1974年 - ）ラップシンガー。シュヴァルバッハで育った。

## 引用
1. ↑  Hessisches Statistisches Landesamt: Bevölkerung in Hessen am 31.12.2023 (Landkreise, kreisfreie Städte und Gemeinden, Einwohnerzahlen auf Grundlage des Zensus 2011)]
2. ↑  Max Mangold, ed (2005). Duden, Aussprachewörterbuch (6 ed.). Dudenverl. p. 713. ISBN 978-3-411-04066-7
3. 1 2 3  Brinitzer, Sabine et al (2009): 50 Jahre Wohnstadt Limes in Schwalbach am Taunus
4. 1 2  Stadt Schwalbach: Geschichte der Stadt Schwalbach am Taunus（2013年6月8日 閲覧）
5. 1 2  Heym, Heinrich (1970): Schwalbach, Die Stadt am Taunus
6. ↑  Erlass des Hessischen Ministers des Innern vom 23. April 1970 ― IV A 22 ― 3 k 08/03 ― 1/70 ― Betrifft: Verleihung des Rechts zur Führung der Bezeichnung „Stadt“ an die Gemeinde Schwalbach a. Ts., Main-Taunus-Kreis, Regierungsbezirk Darmstadt (StAnz. 19/1970 p. 926)
7. ↑  2002年4月28日の市長選挙決選投票の結果、ヘッセン州統計局（2013年6月13日 閲覧）
8. ↑  2008年の市長選挙結果、ヘッセン州統計局（2013年6月13日 閲覧）
9. ↑  2011年3月27日の市議会議員選挙結果、ヘッセン州統計局（2013年6月13日 閲覧）
10. ↑  “Bürgermeisterstichwahl - Stadt Schwalbach am Taunus am 15.03.2020”. 2021年8月29日閲覧。
11. 1 2  Klemens Stadler: Deutsche Wappen – Bundesrepublik Deutschland, Band 3: Die Gemeindewappen des Landes Hessen, Bremen 1967, p. 82